# Ватерполо репрезентација Јапана
Ватерполо репрезентација Јапана представља Јапан на међународним ватерполо такмичењима. 
Јапан је једна од најуспешнијих азијских ватерполо репрезентација са четири златне медаље на Азијским играма, а највећи успех изван азијских такмичења је 4. место на Олимпијским играма 1932.

## Резултати на међународним такмичењима

### Олимпијске игре
- 1900 - 1908: Није учествовала
- 1912 - 1928: Није се квалификовала
- 1932: 4. место
- 1936: 9. место
- 1948: Није учествовала
- 1952: Није се квалификовала
- 1956: Није се квалификовала
- 1960: 13. место
- 1964: Није се квалификовала
- 1968: 12. место
- 1972: 15. место
- 1976: Није се квалификовала
- 1980: Није учествовала
- 1984: 11. место
- 1988 - 2008: Није се квалификовала

### Светско првенство
- 1973 - 1998: Није се квалификовала
- 2001: 16. место
- 2003: 15. место
- 2005: 14. место
- 2007: 16. место
- 2009: Није се квалификовала
- 2011: Квалификовала се

### Азијске игре
| - 1951: Није се квалификовала - 1954: 2. место - 1958: Победник - 1962: Победник - 1966: Победник - 1970: Победник | - 1974: 3. место - 1978: 2. место - 1982: 2. место - 1986: Није се квалификовала - 1990: 2. место - 1994: 3. место | - 1998: 6. место - 2002: 2. место - 2006: 2. место - 2010: 3. место |

### Светски куп
Није учествовала

### Светска лига
| - 2002: Није учествовала - 2003: Није учествовала - 2004: Није учествовала - 2005: Није учествовала | - 2006: Квалификациони турнир - 2007: Квалификациони турнир - 2008: Квалификациони турнир - 2009: 7. место | - 2010: Квалификациони турнир - 2011: Квалификациони турнир - 2012: Квалификациони турнир |